# V- The New Mythology Suite
V: The New Mythology Suite – piąty album studyjny grupy Symphony X. Jest to album koncepcyjny, którego treść oparta jest na opowieściach o Atlantydzie oraz na mitologii starożytnego Egiptu i astrologii. Na albumie zostały wykorzystane kawałki takich klasycznych utworów jak:
- requiem Verdiego
- requiem Mozarta
- koncert klawesynowy d-moll Bacha BWV 1052
- koncert dla Orkiestry Bartóka

## Zmiany w zespole
Jest to pierwszy album na którym zagrał nowy basista Michael Lepond, zastępując dotychczasowego Thomasa Millera. Teraz 3 z 5 członków Symphony X ma na imię Michael. Jason Rullo, perkusista powrócił do zespołu.

## Twórcy
- Sir Russell Allen – śpiew
- Michael Romeo – gitara elektryczna
- Michael Pinnella – instrumenty klawiszowe
- Michael LePond – gitara basowa
- Jason Rullo – perkusja

## Lista utworów
1. "Prelude" – 1:07
2. "Evolution (The Grand Design)" – 5:20
3. "Fallen" – 5:51
4. "Transcendence" (Segue) – 0:38
5. "Communion and the Oracle" – 7:45
6. "The Bird-Serpent War" / Cataclysm – 4:02
7. "On the Breath of Poseidon" (Segue) – 3:01
8. "Egypt" – 7:04
9. "The Death of Balance / Lacrymosa" – 3:42
10. "Absence of Light" – 4:58
11. "A Fool's Paradise" – 5:48
12. "Rediscovery" (Segue) – 1:24
13. "Rediscovery" (Part II) – The New Mythology – 12:01